# Hard Ticket to Hawaii
Hard Ticket to Hawaii ist ein US-amerikanischer Actionfilm aus dem Jahr 1987 von Andy Sidaris, der auch das Drehbuch schrieb. Seine Frau Arlene Sidaris fungierte als Produzentin. In den Hauptrollen sind Ronn Moss, Dona Speir, Hope Marie Carlton, Cynthia Brimhall und Harold Diamond zu sehen. Der Film wurde lose 1988 mit Hawaii Connection und 1989 mit Heiße Girls und scharfe Schüsse fortgesetzt.

## Handlung
Donna und Taryn sind ehemalige Agentinnen der Drogenbehörde. Sie haben sich auf Hawaii niedergelassen und haben sich mit einer Spedition selbstständig gemacht. Sie transportieren kleine Ladungen und fliegen junge Hochzeitspaare mit ihrem kleinen Propellerflugzeug zu entlegenen Stränden. Bei einer Ladung verirrt sich eine durch krebskranke Ratten infizierte genetisch mutierte Killerschlange auf die Ladefläche ihres Fahrzeugs, kann sich aber aus diesem befreien. Nun fällt die Schlange die Bewohner der Insel an, worauf diese aufgrund des giftigen Bisses sterben. Dazu kommt, dass Donna und Taryn sich unfreiwillig mit bösartigen Dealern anlegen, als sie versehentlich eine Lieferung, die an den Drogenboss Seth Romero adressiert war, abfangen. Dieser unternimmt daraufhin alles, um sein Eigentum zurückzubekommen, und macht Jagd auf die zwei Frauen.
Die Agenten Rowdy Abilene und Jade werden ebenfalls auf die Insel geschickt, um das Drogenkartell zu zerschlagen. Ein wiederkehrender Handlungsort ist das Restaurant von Pattycakes, das wegen untalentierter Bedienungen droht bankrottzugehen.

## Hintergrund

### Produktion
Gedreht wurde auf Molokaʻi, unter anderem im Kaluakoi Resort und dem Sheraton Molokai Hotel auf Hawaii. Viele weibliche Rollen wurden mit Playmates besetzt, so wirken unter anderem Dona Speir (Miss März 1984), Hope Marie Carlton (Miss Juli 1985), Cynthia Brimhall (Miss Oktober 1985) und Patty Duffek (Miss Mai 1984) mit. Speir, Carlton und Duffek waren außerdem in den Fortsetzungen Hawaii Connection und Heiße Girls und scharfe Schüsse in den bekannten Rollen zu sehen. Harold Diamond spielte seine Rolle erneut in Hawaii Connection. Rodrigo Obregón spielte in allen drei Filmen mit, allerdings in insgesamt zwei unterschiedlichen Rollen.

### Veröffentlichung
In den USA erschien der Film am 27. März 1987. In der Bundesrepublik Deutschland startete der Film im August desselben Jahres in den Videoverleih. Auf DVD wurde der Film in Deutschland erstmals am 13. Oktober 2006 vertrieben und erhielt keine Jugendfreigabe.
Der Film wurde am 22. Dezember 2023 im Rahmen der Sendereihe Die schlechtesten Filme aller Zeiten (SchleFaZ) von Oliver Kalkofe und Peter Rütten auf Tele 5 präsentiert.

## Rezeption
„Diamantenschmuggel, Sex und Totschlag als Bestandteile eines primitiven Agentenfilms unter hawaiianischer Sonne, der sich in der Ausbreitung aller möglichen und unmöglichen Tötungsarten gefällt. – Wir raten ab.“

Patrick Lohmeier für Bahnhofskino fasst den Film als „herrlich klassisches Videothekenfutter der 80er Jahre mit einer sehr persönlichen Note“ zusammen. Er findet, dass der Filmspaß daher rührt, dass der Film „vollkommen unprätentiös mit seiner Geschichte und den Darstellern umgeht“. Der Film sei sich nicht zu fein, dem Zuschauer wiederholt und in kurzen Abständen „wahnwitzige Action- oder Nacktszene zu schenken“. Christian Ladewig für Filmchecker vergibt sieben von zehn möglichen Punkten.
Der Film erreichte aufgrund seiner übertriebenen Gewalt, der kitschigen Dialoge, des unbeabsichtigten Humors und der allgemeinen Absurdität Kultstatus. Im Jahr 2014 kürte das Paste-Magazin den Film zum „besten B-Film aller Zeiten“.
Der Film wurde 2017 im Podcast How Did This Get Made? vorgestellt.
Auf Rotten Tomatoes kommt der Film bei acht Reviews auf eine Wertung von 25 %. In der Zuschauerwertungen auf Rotten Tomatoes hat der Film einen Anteil positiver Wertungen von 45 % bei über 1.000 Bewertungen. In der Internet Movie Database hat der Film bei rund 5.000 Stimmenabgaben eine Wertung von 5,0 von 10,0 möglichen Sternen (Stand: November 2023).

## Trivia
- Mit Andreas von der Meden, Gottfried Kramer, Michael Harck und Rüdiger Schulzki übernehmen gleich vier Synchronsprecher Sprechrollen, die auch in der TV-Serie Knight Rider als solche tätig waren.